# Reihenresonanz

Minimum der Impedanz Z bei Reihenresonanz

Reihenresonanz, auch Spannungsresonanz oder Serienresonanz sind Bezeichnungen für das Impedanzminimum elektrischer Schaltungen in der Umgebung einer Resonanzfrequenz. Der Reihenschwingkreis als einfachste Siebschaltung mit nur einem Minimum im Impedanzverlauf ist der Namensgeber dieser Resonanzerscheinung.

Reihenschwingkreis

Die bei Resonanz vorliegende niedrige Impedanz wird beim Saugkreis verwendet, um unerwünschte Frequenzen kurzzuschließen. Das Gegenstück zur Reihenresonanz ist die Parallelresonanz.

## Resonanz beim Reihenschwingkreis

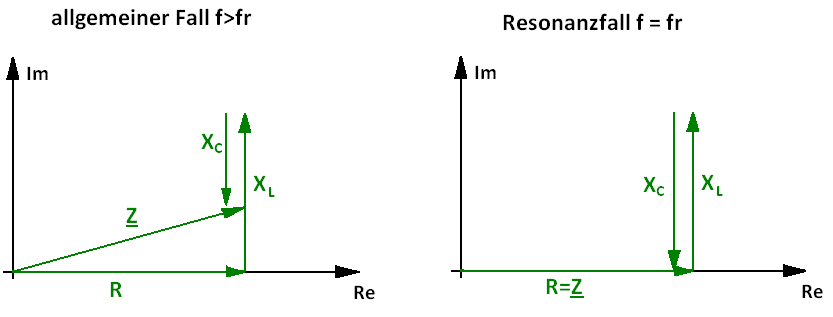
Widerstandszeigerdiagramm im allgemeinen Fall und bei Resonanz

Induktivitäten und Kapazitäten besitzen einen frequenzabhängigen Blindwiderstand. Damit wird der Scheinwiderstand {\displaystyle Z} einer Reihenschaltung aus R, L und C auch frequenzabhängig:
{\displaystyle |Z|={\sqrt {R^{2}+\left(\omega L-{\frac {1}{\omega C}}\right)^{2}}}\,}
Wenn der Term {\displaystyle \left(\omega L-{\frac {1}{\omega C}}\right)} null wird, ist der Scheinwiderstand {\displaystyle Z} minimal und ein reiner, reeller Wirkwiderstand {\displaystyle Z_{r}=R}. Daraus lässt sich durch Umformung und Auflösung nach {\displaystyle \omega } die Frequenz bestimmen, bei der die Resonanz eintritt – die Resonanzfrequenz {\displaystyle f_{r}={\frac {\omega _{r}}{2\pi }}}. Man erhält die Thomsonsche Schwingungsgleichung:
{\displaystyle f_{r}={\frac {1}{2\pi \cdot {\sqrt {LC}}}}\,}
Weil der Scheinwiderstand minimal wird, erreicht der Strom durch die Schaltung bei Resonanz seinen Maximalwert {\displaystyle I_{r}} und kann bei angelegter Klemmenspannung U nach dem ohmschen Gesetz berechnet werden
{\displaystyle I_{\mathrm {max} }=I_{r}={\frac {U}{Z_{r}}}={\frac {U}{R}}\,}

### Resonanzspannung an Bauelementen

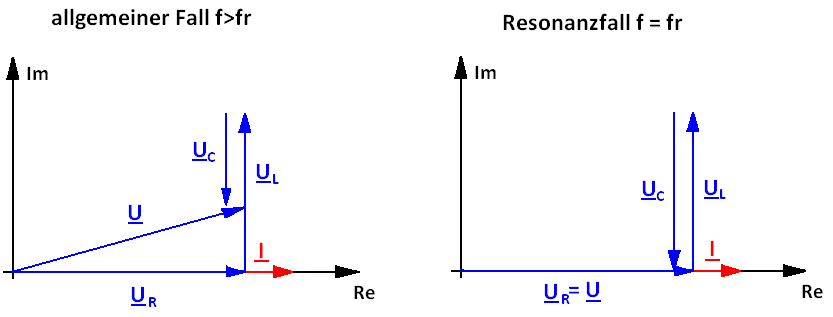
Zeigerdiagramm im allgemeinen und im Resonanzfall

An den Blindwiderständen XL und XC tritt bei Resonanz ein weiterer Effekt auf: An beiden wird die Spannung betragsmäßig gleich, die sogenannte Resonanzspannung {\displaystyle U_{r}}:
{\displaystyle U_{r}=U_{rC}=U_{rL}={\frac {I_{r}}{\omega _{r}C}}=I_{r}\omega _{r}L\,}
Sie erreicht für den Fall
{\displaystyle {\frac {1}{\omega _{r}C}}=\omega _{r}L>R\,}
Werte, die erheblich größer als die angelegte Klemmenspannung U sein können. Diese Spannungsüberhöhung wird bei Energiesparlampen und der Hintergrundbeleuchtung von Notebooks benötigt, um die Gasentladungslampen betreiben zu können. Diese Schaltungseigenschaft ist Ursprung der alternativen Bezeichnung Spannungsresonanz für die Reihenresonanz.

### Phasenwinkel
Der Phasenwinkel (Phasenverschiebung) {\displaystyle \varphi } bei Resonanz beträgt
{\displaystyle \varphi _{r}=\arctan {\frac {0}{R}}=0\,}
also keine Phasenverschiebung, da sich die Schaltung wie ein reiner Wirkwiderstand verhält.

### Kreisgüte
Die Kreisgüte Q, auch Gütefaktor, Resonanzüberhöhung oder Resonanzschärfe, ist der Kehrwert des Verlustfaktors d. Für die Reihenschaltung von R, L und C erhält man:
{\displaystyle Q={\frac {1}{d}}={\frac {\omega _{r}L}{R}}={\frac {1}{R\cdot \omega _{r}C}}={\frac {1}{R}}{\sqrt {\frac {L}{C}}}\,}
Damit gibt sich für die Resonanzspannung:
{\displaystyle U_{r}=U_{rC}=U_{rL}={\frac {I_{r}}{\omega _{r}C}}=I_{r}\omega _{r}L=QU}

## Sonderfälle

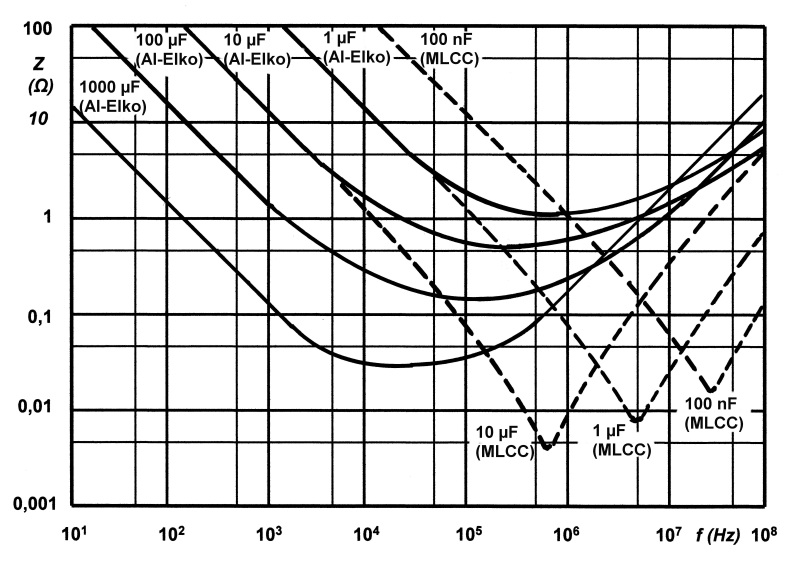
Typische Impedanzverläufe des Scheinwiderstandes verschiedener Kondensatoren

Reihenresonanz mit allen Begleiterscheinungen kann auch bei Resonatoren beobachtet werden, wo keine Kondensatoren oder Spulen zu erkennen sind, sondern sie durch den technischen Aufbau bedingt ist. Dann können unerwünschte und unvermeidliche Nebeneffekte auftreten. In der Umgebung der Reihenresonanz ist die Impedanz erheblich geringer als erwartet.

### Reihenresonanz bei Kondensatoren
Jeder Kondensator benötigt Anschlussdrähte, die im Ersatzschaltbild als Induktivität dargestellt werden, die mit dem Kondensator eine Reihenschaltung bildet. Diese ESL (von engl. equivalent series inductance L) führt zusammen mit der Kapazität zu einer charakteristischen Eigenresonanz, bei der die Impedanz der Anordnung minimal wird. Dieser Effekt ist noch ausgeprägter bei Wickelkondensatoren, deren Folien wie eine Spule gewickelt sind. Wickelkondensatoren sind deshalb für Hochfrequenzzwecke vielfach ungeeignet.
Ist bei einer Anwendung eine geringe Impedanz über einem weiten Frequenzbereich erforderlich, schaltet man Kondensatoren verschiedener Bauarten parallel. Bekannt ist das Parallelschalten eines Elektrolytkondensators mit einem Keramikkondensator oder auch das Parallelschalten von Keramikkondensatoren verschiedener Baugrößen.

### Reihenresonanz von Spulen

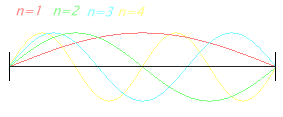
Spannungsverlauf längs einer Spule bei Reihenresonanz

Spulen besitzen nicht nur zwischen den Anschlussdrähten eine geringe Kapazität, auch zwischen den einzelnen Windungen. Zusammen mit den dazwischen liegenden Induktivitäten entsteht ein Gebilde aus verteiltem L und C, das – ähnlich wie ein Dipol – mehrere Resonanzfrequenzen besitzt, die mit den Formeln der Leitungstheorie berechnet werden können.
Speist man eine lange Zylinderspule mit hochfrequentem Strom, kann man mit einem Oszilloskop die Spannung als Funktion der Länge messen. Folgt diese einer im Bild dargestellten Funktion, liegt Reihenresonanz vor, obwohl kein Kondensator zu erkennen ist. Die Gesamtspannung der Spule ist dann sehr gering und kommt einem selektiven Kurzschluss nahe. Die Gesamtimpedanz ist erheblich kleiner als der rechnerische Wert des induktiven Widerstandes.
Die tiefste Resonanzfrequenz kann durch eine besondere Wickeltechnik vergrößert werden. Bei einer Kreuzwickelspule ist der mittlere Abstand aufeinanderfolgender Windungen erheblich größer als bei üblicher Zylinderwicklung, wodurch sich die Kapazität aufeinanderfolgender Windungen verringert. Langgestreckte, einlagig gewickelte Zylinderspulen besitzen die höchste Eigenresonanzfrequenz. Bei sehr vielen Windungen, wie bei der Sekundärspule eines Tesla-Transformators, sinkt sie allerdings auf etwa 500 kHz. Eine Faustregel besagt, dass die tiefste Reihenresonanz einer (Vakuum-)Wellenlänge entspricht, die etwa doppelt so lang ist wie die Drahtlänge der Spule.

### Reihenresonanz bei Schwingquarzen
In vielen elektronischen Schaltungen ersetzt man Schwingkreise durch Schwingquarze wegen ihrer teilweise erheblich besseren Eigenschaften. Obwohl diese Kristalle keine Spulen oder Kondensatoren besitzen, zeigen sie auf ganz speziellen Frequenzen alle Eigenschaften der Reihenresonanz. Ausgehend von der tiefsten Frequenz verhalten sich diese wie 1:3:5:7:…, sind extrem stabil und weisen erheblich höhere Gütefaktoren als Schwingkreise auf, weshalb man Quarzoszillatoren als Taktgeber in Uhren und Sendern verwendet. Alle Schwingquarze besitzen Parallelresonanz auf einer geringfügig höheren Frequenz.

### Reihenresonanz bei Leitungen
Bei Geräten im Radarbereich wird die Eigenschaft von Stichleitungen ausgenutzt, den Abschlusswiderstand abhängig von der Länge L zu transformieren (siehe Leitungstheorie). Streifenleitungen sind wegen der Permittivität des isolierenden Trägermaterials verkürzt.
- Falls L = λ/2 und ein Ende mit Masse verbunden ist, misst man am anderen Ende ebenfalls null Ohm. Dieses Drahtstück wirkt bei der Wellenlänge der Reihenresonanz wie ein Saugkreis und für Gleichstrom wie ein Kurzschluss. Das gilt unverändert, wenn die Drahtlänge verdoppelt oder verdreifacht wird.
- Falls L = λ/4 und ein Ende frei ist, also keine Verbindung zu anderen Bauelementen besitzt, misst man am anderen Ende Reihenresonanz, also besonders geringe Impedanz. Das kurze Drahtstück wirkt bei dieser Wellenlänge wie ein perfekter Abblockkondensator und ersetzt diese in LNBs. Im nebenstehenden Bild sieht man sechs λ/4-Leitungen, deren Startpunkte mit einem roten x markiert ist.